# Roman Szymborski
Roman Stanisław Szymborski (ur. 9 kwietnia 1906 w Warszawie, zm. 26 listopada 1983 tamże) – polski architekt.

## Życiorys
Szymborski był absolwentem  Wydziału Architektury Politechniki Warszawskiej (1932) i pracował na stanowisku dyrektora Departamentu Nadzoru Ministerstwa Budownictwa i Przemysłu Materiałów Budowlanych w Warszawie jako delegat ministra budownictwa na województwo łódzkie. Należał do oddziału warszawskiego SARP. Był przewodniczącym Głównej Komisji Rewizyjnej SARP (1961–1963) oraz jej członkiem (1965–1967).
Został pochowany na cmentarzu Powązkowskim w Warszawie.

## Realizacje
- Zespół zabudowy Szkoły Głównej Gospodarstwa Wiejskiego – Akademii Rolniczej na Ursynowie (1960–1963), współautorzy: Marian Sulikowski, Stanisław Płoski, Roman Dutkiewicz[2][5],
- Teatr Muzyczny w Łodzi (1964), współautor: Tadeusz Melchinkiewicz[6],
- Teatr Wielki w Łodzi (1967), współautorzy: Witold Korski i Józef Korski,
- Zespół zabudowy placu Żołnierza Polskiego w Szczecinie (1970), współautorzy: Alina Supińska-Bursze, Teodor Bursze, Stanisław Płoski[3].

## Konkursy
- projekt zabudowy Istebnej (1933) – współautor Kazimierz Marczewski – II nagroda;
- projekt gmachu Teatru Narodowego w Łodzi (1948) – współautorzy: Stefan Jarosiński, Tadeusz Melchinkiewicz;
- projekt Ambasady PRL w Pekinie (1955) – współautorzy: Maciej Gintowt, Jerzy Gliszczyński, Marcin Weinfeld, R. Zając, Józef Żak – wyróżnienie równorzędne;
- projekt domu pracy twórczej architekta w Zakopanem (1956) – współautorzy: S. Płoski, Marian Sulikowski – II nagroda;
- projekt Szkoły Głównej Gospodarstwa Wiejskiego na Ursynowie w Warszawie (1960) – współautorzy: Henryk Borowy, Zbigniew Jaroszyński, A. Kocięcki, S. Płoski, M. Sulikowski – praca zakwalifikowana do II etapu projektowania;
- projekt hotelu Orbis w Zakopanem (1960) – współautorzy: S. Płoski, M. Sulikowski, Zbigniew Zagrodzki – II nagroda;
- projekt koncepcyjny zagospodarowania przestrzennego terenów części zachodniej Osi Saskiej w Warszawie (1961) – współautorzy: M. Sulikowski, S. Płoski, Lech Kłosiewicz, Hubert Dąbrowski – III nagroda;
- zespół zabudowy placu Żołnierza Polskiego w Szczecinie (1962) – współautorzy: A. Supińska-Bursze, T. Bursze jr, S. Płoski – I nagroda;
- projekt Szkoły Głównej Gospodarstwa Wiejskiego na Ursynowie w Warszawie (1963) – II etap – współautorzy: S. Płoski, M. Sulikowski – I nagroda;
- projekt koncepcyjny Wyższej Szkoły Rolniczej na Felinie w Lublinie (1971) – współautorzy: M. Sulikowski, T. Bursze jr, Ryszard Radyn, Halina Szymborska; współpraca: Waldemar Bezpałko, Bohdan Dzierżawski, Krzysztof Szachnowski – wyróżnienie III stopnia równorzędne[3].

## Nagrody
- Nagroda Miasta Łodzi (1950) –  za rozwiązanie architektoniczne Teatru Narodowego w Łodzi[7],
- Nagroda Ministra Kultury i Sztuki II stopnia (1967) za Teatr Wielki w Łodzi,
- Nagroda Ministra Budownictwa i Przemysłu Materiału Budowlanych I stopnia (1967) za Teatr Wielki w Łodzi[3].

## Odznaczenia
- Krzyż Kawalerski Orderu Odrodzenia Polski (1954),
- Krzyż Oficerski Orderu Odrodzenia Polski (1964),
- Honorowa Odznaka Miasta Łodzi (1967),
- Złota Odznaka SARP (1972),
- Medal 10-lecia Polski Ludowej (1955)[3].